# Cube Cove
Cube Cove é uma Região censo-designada localizada no estado americano de Alasca, no Skagway-Hoonah-Angoon Census Area.

## Demografia
Segundo o censo americano de 2000, a sua população era de 72 habitantes.

## Geografia
De acordo com o United States Census Bureau, a localidade tem uma área de 30,4 km², dos quais 29,6 km² cobertos por terra e 0,8 km² cobertos por água.

## Localidades na vizinhança
O diagrama seguinte representa as localidades num raio de 56 km ao redor de Cube Cove.